# 王時思
王時思（1968年10月1日—），臺灣政治人物，現任文化部政務次長、曾任臺南市政府副市長。其妹為資深媒體人王時齊；妹夫為現任考試院秘書長劉建忻。

## 經歷
王時思於2018年12月25日接任臺南市市長黃偉哲主政的臺南市政府副市長，2020年7月9日請辭獲准，並由時任研究發展考核委員會主任委員趙卿惠接任。
2023年1月31日，出任陳建仁內閣文化部政務次長一職，接替準備出任國立故宮博物院院長的時任政務次長蕭宗煌。